# 潮流 (アルバム)
『潮流』（ちょうりゅう、原題：Tide）は、ブラジル人ミュージシャン、アントニオ・カルロス・ジョビンが1970年に録音・発表したスタジオ・アルバム。オリジナルLPのカタログ番号は「SP-3031」。

## 解説
デオダートがアレンジを担当し、ジョビンが1967年にA&Mレコードから発表したアルバム『波』と比べて、ストリングスよりも管楽器に比重が置かれた編曲となった。タイトル曲では、ジョビンが以前に発表した曲「波」のコード進行が流用された。なお、1970年6月には、本作と同様デオダートがアレンジを手がけ、ジョー・ファレルやロン・カーターらが参加したアルバム『ストーン・フラワー』の録音が行われ、2018年にBGOレコードから発売された再発CDは、本作と『ストーン・フラワー』を1枚のCDに抱き合わせた内容となった。
リチャード・S・ギネルはオールミュージックにおいて5点満点中3点を付け、全体像に関して「作曲に関しては、必ずしもジョビンの絶頂とは言えない曲もある」、デオダートの編曲による「イパネマの娘」のリメイクに関して「クラウス・オガーマンの編曲よりも重厚でドラマティックで、そして巧みに構築されている」と評している。

## 収録曲
特記なき楽曲はアントニオ・カルロス・ジョビン作。
1. イパネマの娘 - "Girl from Ipanema" (Antônio Carlos Jobim, Vinicius de Moraes) - 4:53
2. やさしき調べ - "Carinhoso" (Pixinguinha, João Debarro) - 2:49
3. テーマ・ジャズ - "Tema Jazz" - 4:36
4. スー・アン - "Sue Ann" - 3:05
5. リメンバー - "Remember" - 4:04
6. 潮流 - "Tide" - 4:06
7. タカタンガ - "Takatanga" - 4:44
8. カリベ - "Caribe" - 2:44
9. ロッカナリア - "Rockanalia" - 4:48

### リマスターCDボーナス・トラック
1. テーマ・ジャズ（別テイク） - "Tema Jazz (Alternative Take)" - 2:58
2. 潮流（別テイク） - "Tide (Alternative Take)" - 4:09
3. テーマ・ジャズ（別テイク） - "Tema Jazz (Alternative Take)" - 5:49
4. テーマ・ジャズ（フル・マスター・テイク） - "Tema Jazz (Master Take in Full)" - 8:15

## 参加ミュージシャン
- アントニオ・カルロス・ジョビン - ギター、ピアノ、エレクトリックピアノ
- ジェリー・ドジオン - アルト・サクソフォーン・ソロ(on #1)
- ジョー・ファレル - バスフルート・ソロ(on #2, #8)、ソプラノ・サクソフォーン・ソロ(on #8)
- エルメート・パスコアール - フルート・ソロ(on #3)
- ロン・カーター - ベース
- デオダート - アレンジ、指揮